# Mar Castro
Pour les articles homonymes, voir Castro.
Mar Castro (1961- ), surnommée la chica Chiquitibum, est une personnalité du monde du spectacle au Mexique qui a fait l'objet d'articles en tant que modèle, actrice et chanteuse. Elle fut une véritable icône de la culture populaire du Mexique dans les années 1980.